# Округ 02 (Дюссельдорф)
Городской административный округ 02   (нем. Stadtbezirk 02) - один из десяти округов, составляющих территорию города Дюссельдорфа, столицы федеральной земли Северный Рейн-Вестфалия.

## Общая характеристика
Расположен в центральной части города. В свою очередь округ подразделяется на административные районы, которых здесь три: Дюссельталь (Düsseltal), Флингерн-Зюд (Flingern-Süd), Флингерн-Норд (Flingern-Nord).  Современная территория округа, как составная часть Дюссельдорфа, была выделена в 1975 году. Руководство округа базируется на Графенбергер Аллее, 68 района Дюссельталь. 
В противоположность другим крупным городам Северного Рейна-Вестфалии, в которых округа имеют свои собственные названия (например, в Кёльне и Дуйсбурге), в Дюссельдорфе они обозначены только цифрами.

## Особенности округа
Располагаясь в центре Дюссельдорфа, округ имеет очень выгодное географическое положение, позволяющее оптимально использовать транспортные пути.
Историческое и экономическое развитие привело к тому, что Дюссельталь превратился преимущественно в спальный район. Здесь практически нет промышленных предприятий и присутствуют только центры бизнеса и торговли. Расположенный южнее Флингерн до сих пор остаётся преимущественно промышленной зоной Дюссельдорфа с перспективой превращения в жилую зону города.
Округ 02 считается родоначальником двух важнейших спортивных союзов города Дюссельдорф. В районе Флингерн-Бройх размещаются сооружения футбольного клуба "Фортуна-Дюссельдорф", имеющей в настоящее время региональное знасчение. На улице Бремштресса у бывшего зоопарка стоят сооружения ледового дворца, в котором выросла до всегерманского уровня хоккейная команда DEG Metro Stars Архивная копия от 8 ноября 2011 на Wayback Machine.

## Политическая ориентация
На последних коммунальных выборах, прошедших в 2009 году, за представителей различных партий население проголосовало следующим образом: ХДС - 38,8%,  СДПГ - 21,6%, Зелёные - 18,9%, СвДП - 10,2%, Левые - 5,6%, остальные партии - 3,9%. Партийное представительство в руководстве округа таким образом сформировалось в соответствии с пропорциями отданных за кандидатов голосов, среди которых преобладают "черно-розовые" (ХДС и СДПГ) партии (12 из 19 представителей).

## Фотогалерея трёх районов округа

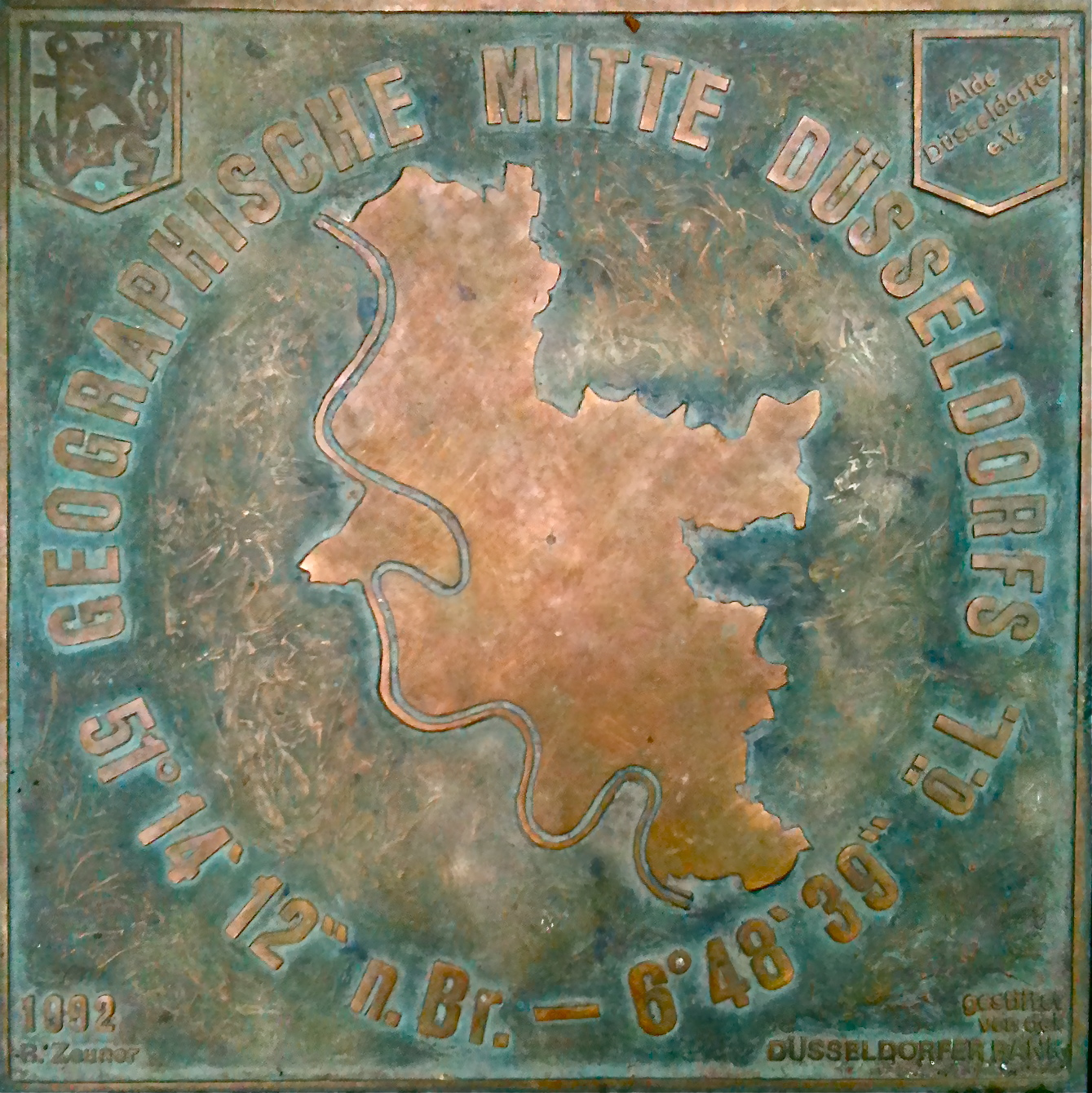
Географический центр г. Дюссельдорф, Дюссельталь
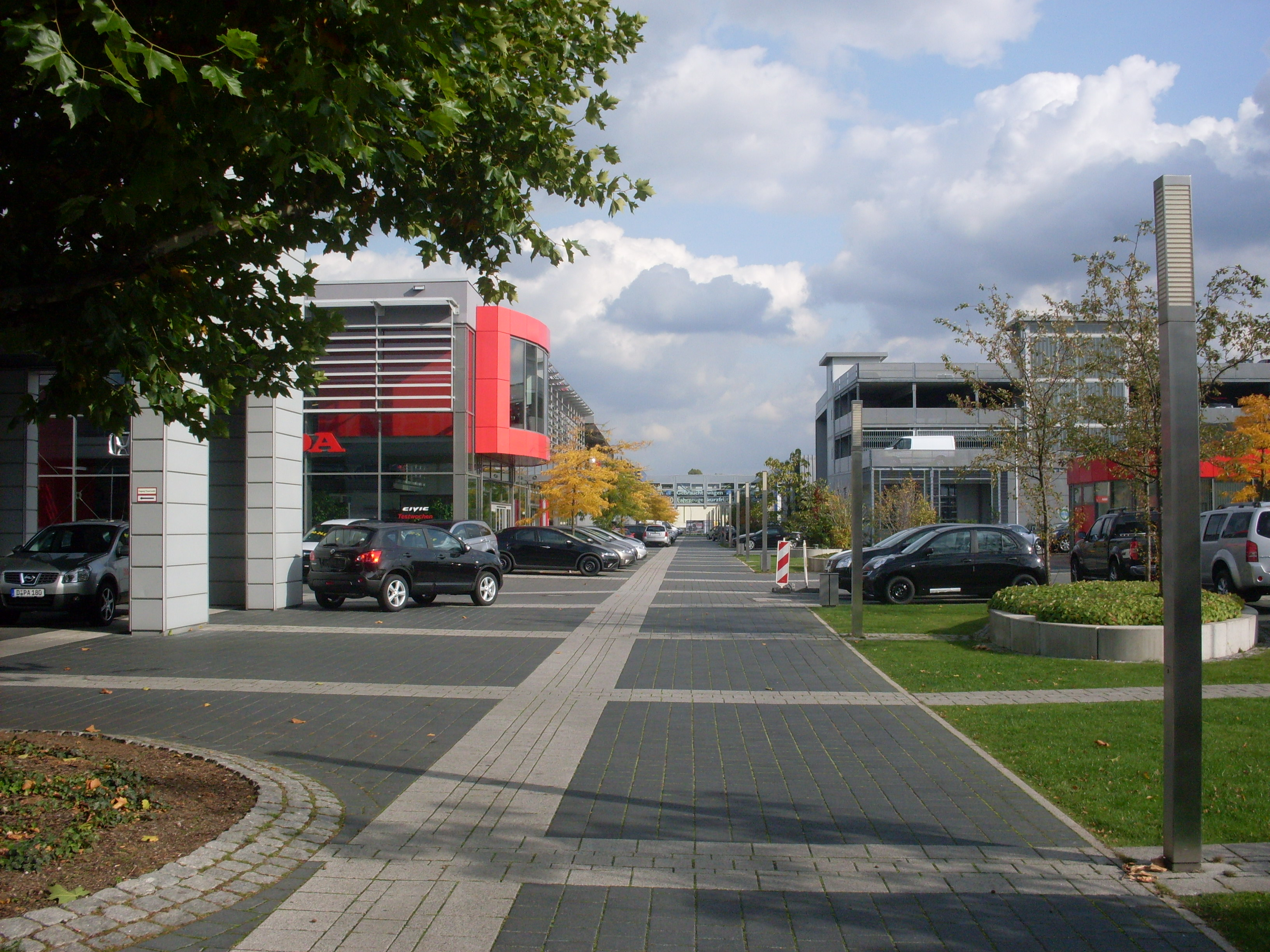
Бизнес-зона, Флингерн-Зюд
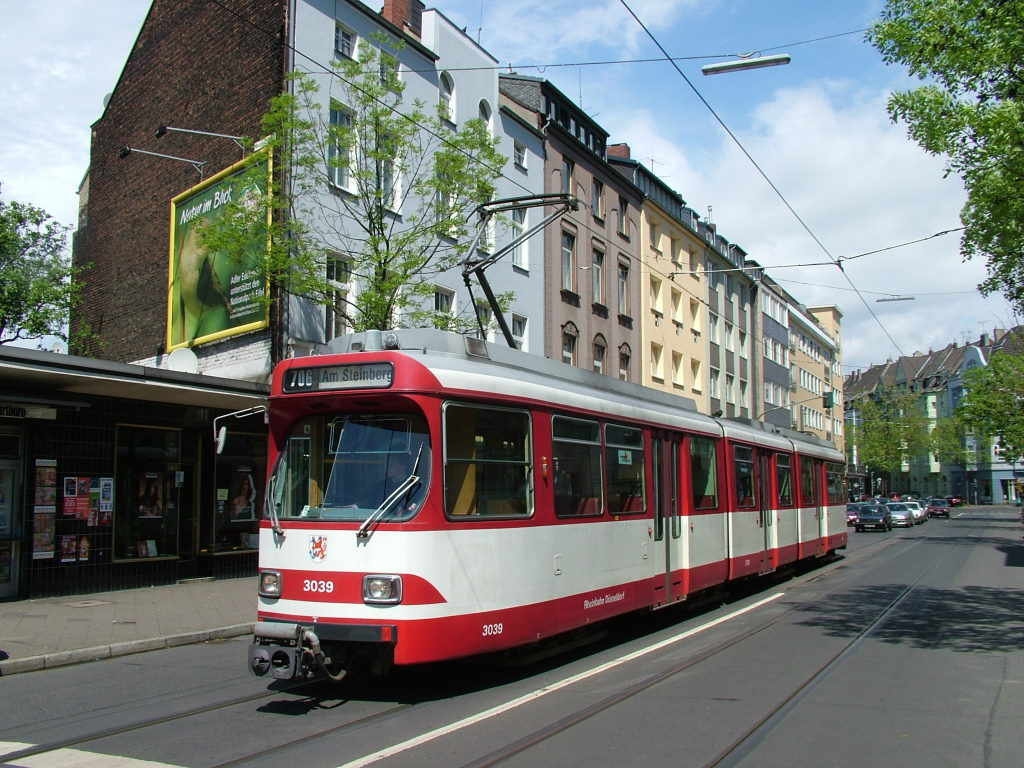
Городской квартал, Флингерн-Норд

## Дополнительная информация
- Список округов Дюссельдорфа
- Список районов Дюссельдорфа